# Ewout Genemans
Ewout Genemans, né le 7 février 1985 à La Haye, est un producteur, diffuseur, chanteur et acteur néerlandais.